# Elijah Hughes

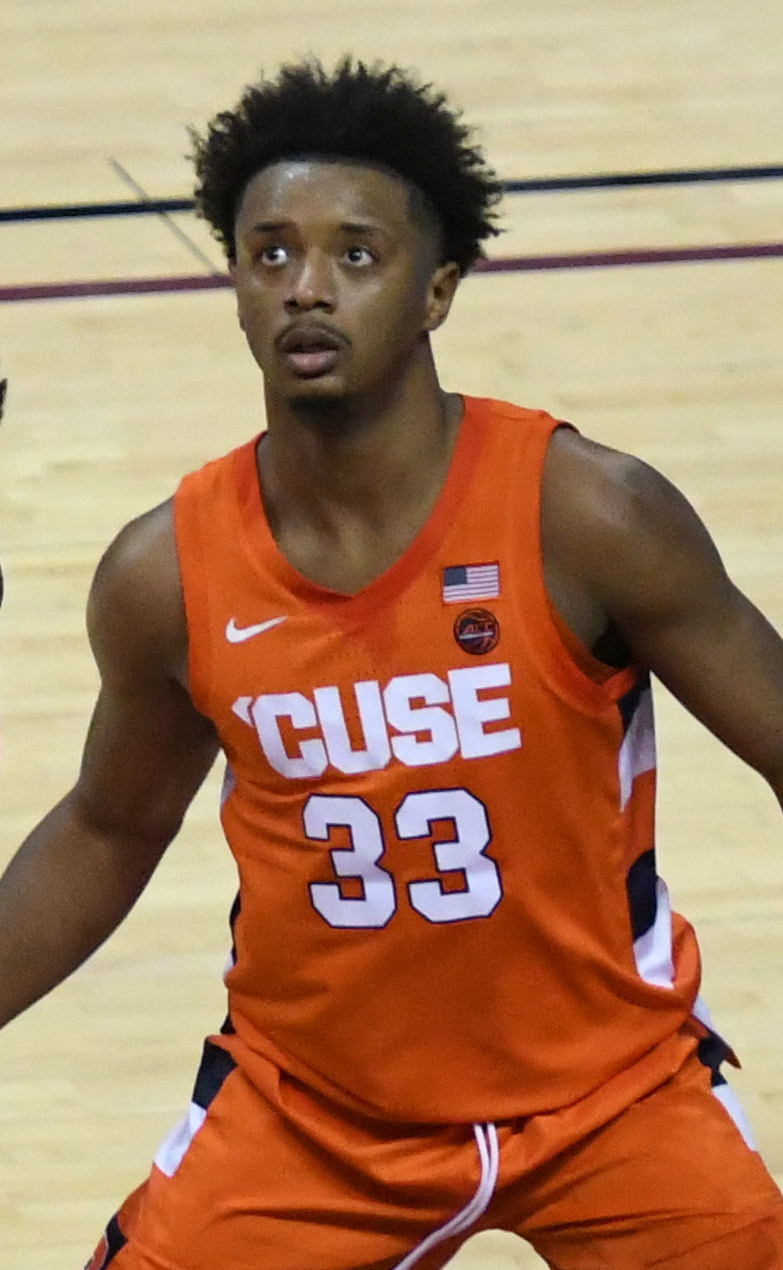
Elijah Hughes, 2020.

Elijah Wayne Hughes, född 10 mars 1998 i Poughkeepsie i New York, är en amerikansk professionell basketspelare (SF) som spelar för Cleveland Cavaliers i National Basketball Association (NBA). Han har tidigare spelat för Utah Jazz och Portland Trail Blazers.
Hughes draftades av New Orleans Pelicans i andra rundan i 2020 års draft som 39:a spelare totalt.
Innan han blev proffs studerade Hughes först vid East Carolina University och spelade för deras idrottsförening East Carolina Pirates. Han blev senare överförd till Syracuse University för spel i Syracuse Orange.